# Melitaea aabaca
Melitaea aabaca är en fjärilsart som beskrevs av Hans Fruhstorfer 1917. Melitaea aabaca ingår i släktet Melitaea och familjen praktfjärilar. Inga underarter finns listade i Catalogue of Life.